# Pinnado

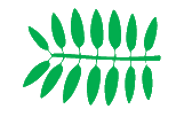
Hoja pinnaticompuesta, paripinnada y opositipinnada

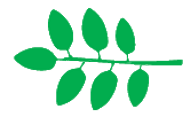
Hoja pinnaticompuesta, imparipinnada y alternipinnada

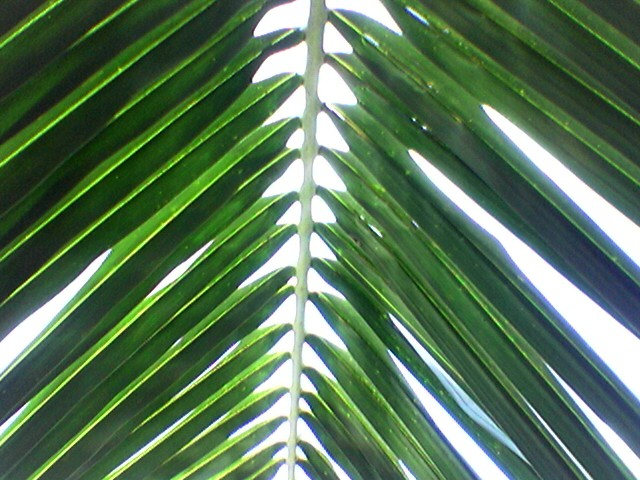
Hoja de palma, pinnatisecta.

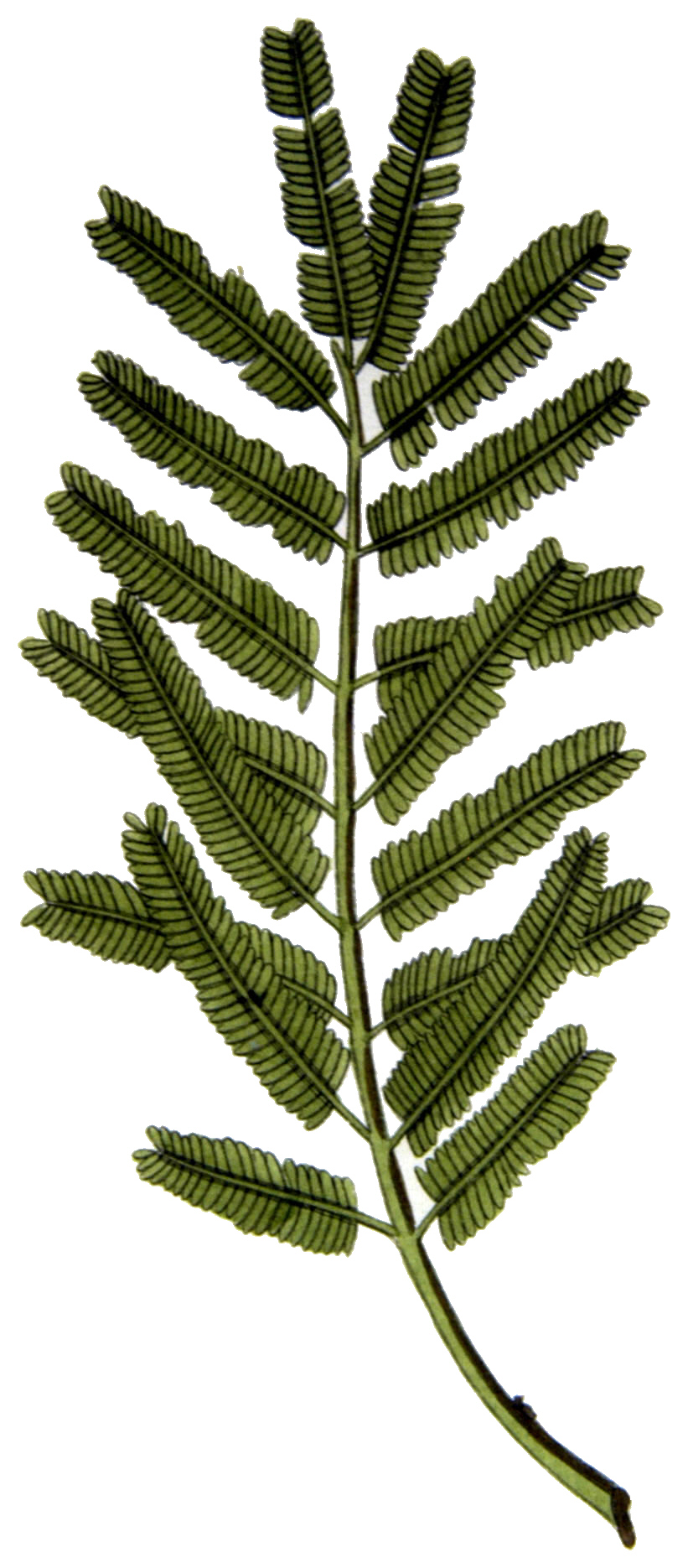
Hoja bipinnada de Acacia nilotica.

Pinnado (del latín pinnatus con alas o aletas), o pinado, es un término botánico, ya empleado por Linneo, que designa aquellos órganos foliáceos o laminares que poseen foliolos más o menos numerosos —siempre más de tres— a los lados de un eje principal —el raquis—, a modo de las barbas de las plumas.
De él se deriva el prefijo pinnati- con el que se componen distintos términos relacionados con las hojas:
- Hojas pinnaticompuestas: son las hojas que se estructuran de forma pinnada, es decir, hojas compuestas con numerosos foliolos a lo largo del raquis, que pueden ser:[3]
  - Imparipinnada: poseen un último foliolo que remata el final del raquis, por lo que su número es impar.[4][5]
  - Paripinnada: sin foliolo terminal, por lo que el número de foliolos es par. Puede terminar en zarcillos —hoja cirrosa—, una pequeña arista, u otras estructuras.[6] Son paripinnadas las hojas del algarrobo y el lentisco, por ejemplo.[7]
  - Opositipinnada: los foliolos se disponen de forma opuesta a lo largo del raquis, los foliolos parten del mismo lugar en el raquis.[8]
  - Alternipinnada: los foliolos se sitúan de forma alterna a lo largo del raquis, es decir, entre cada dos de un lado hay uno en el lado opuesto.[9]
- Pinnatidividido: órgano foliáceo dividido según los nervios pinnados.[1]
- Pinnatífido: órgano foliáceo pinnado con margen hendida como mucho hasta la mitad del semilimbo.[2][1]
- Pinnatinervio: nervio del órgano foliáceo compuesto por un eje central y nervios secundarios que parten a ambos lados de aquel. Es el tipo de nervios de la gran mayoría de las dicotiledóneas, cuya ramificación es monopódica y racemosa.[1]
- Pinnatipartido: órgano foliáceo de nervadura pinnada con margen hendida hasta más allá de la mitad del semilimbo, pero sin alcanzar el nervio principal o raquídeo.[1]
- Pinnatisecto o pinnaticortado: órgano foliáceo de nervadura pinnada con margen tan hendida que alcanza el nervio medio.  Las hojas de esta forma son siempre hojas compuestas. Por ejemplo las hojas de la tomatera, del perejil, o del hinojo. Sin embargo, las hojas del diente de león, que pudieran parecer pinnatisectas, son runcinadas.[1][10]

Puede ocurrir que una hoja u otro órgano laminar se divida pinnadamente y que cada gajo o foliolo sea a su vez pinnado, entonces se habla de órgano bipinnado. Si la división continúa puede ser tripinnado. En este caso, el prefijo es bipinnati- o tripinnati-, de forma que pueden ser bipinnaticompuesto —como sinónimo de bipinnado—, bipinnatífido —dos veces pinnatífido—, bipinnatipartido —dos veces pinnatipartido—, bipinnatisecto —dos veces pinnatisecto— y de igual forma se aplica con el prefijo tri-.
Son bipinnadas las hojas de plantas como algarrobillo, cari-cari, yuquerí negro o tara.